# Bagagem

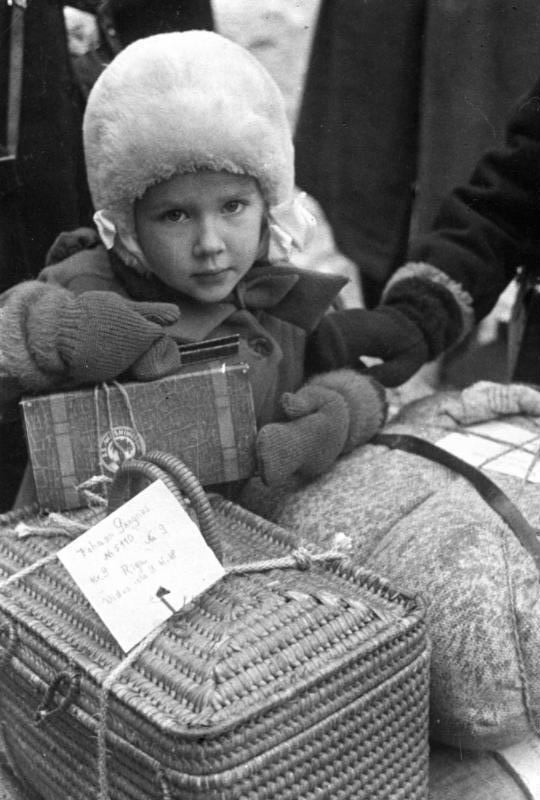
Menina com sua bagagem

Bagagem é o conjunto de itens pessoais, geralmente dipostos em malas e sacolas, que servem de auxílio para viajantes.

## Brasil
Segundo a legislação brasileira, bagagem são os bens novos ou usados que um viajante, em compatibilidade com as circunstâncias de sua viagem, puder destinar para seu uso ou consumo pessoal, bem como para presentear, sempre que, pela sua quantidade, natureza ou variedade, não permitirem presumir importação ou exportação com fins comerciais ou industriais. É excluido deste conceito veículos automotores em geral, motocicletas, motonetas, bicicletas com motor, motores para embarcação, motos aquáticas e similares, casas rodantes (motor homes), aeronaves e embarcações de todo tipo; e suas partes e peças. 